# Amerijet International
Amerijet International Airlines è una compagnia aerea cargo statunitense con sede a Fort Lauderdale, Florida. La compagnia trasporta merci per via aerea con la sua flotta di B767-200/300 dal suo hub principale all'aeroporto Internazionale di Fort Lauderdale-Hollywood verso destinazioni nei Caraibi, Messico, Centro e Sud America. La rete si estende a 476 destinazioni in tutto il mondo, tra cui Europa, Asia, Americhe, Africa e Medio Oriente.

## Storia

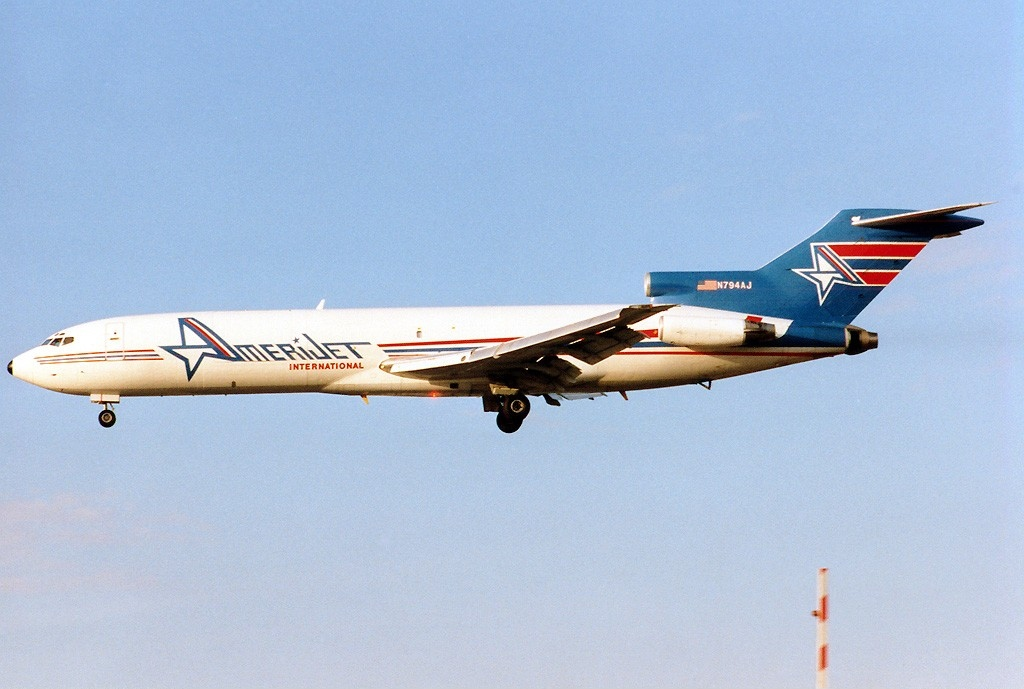
Uno degli ex Boeing 727-200F visto qui a Miami nel 1996.

La compagnia aerea venne fondata nel 1974 da David Bassett e da un partner con un aereo in noleggio, un Cessna 401, per operare servizi di ogni genere tra gli Stati Uniti e le Bahamas. Nel 1976 la società si piccava già di voler diventare un vettore all-cargo. Alla fine del 1978, acquisì alcuni contratti da Purolator, FedEx, UPS, DHL e da Airborne Express. Nel 1982, Bassett rilevò la quota del suo socio e ribattezzò l'impresa Amerijet International. Furono presto acquistati piccoli bireattori Dassault Falcon 20F.
La compagnia operò in base alla protezione fallimentare del Capitolo 11 dal 22 agosto 2001 al 31 dicembre 2001, da cui emerse dopo la ristrutturazione finanziaria
I principali servizi offerti da Amerijet sono il trasporto di merci generiche, di prodotti farmaceutici, di merci deperibili, di carichi eccezionali, di animali vivi e vari servizi charter. Tra le sue operazioni di trasporto aereo, Amerijet fornisce anche servizi di autotrasporto, inclusa la consegna rapida. In tutti i Caraibi, l'America centrale e meridionale, Amerijet offre la consegna "dell'ultimo miglio" a clienti commerciali.
Amerijet è stato obiettivo internazionale degli attivisti per i diritti degli animali per il trasporto di animali a fini di sperimentazione, in particolare in collaborazione con la società Primate Products con sede a Miami. Amerijet è stata sottoposta a crescenti pressioni nel sud della Florida, con manifestazioni mensili di fronte al suo ufficio di Fort Lauderdale, e alcuni dei dirigenti di Amerijet sono stati persino presi di mira nelle loro case. Ad oggi, due attivisti sono stati arrestati davanti all'ufficio di Amerijet. Il giorno di San Valentino 2011, Amerijet ha concluso il suo coinvolgimento nel commercio dei primati con queste parole: "Amerijet ha cessato di trasportare primati per qualsiasi scopo".
La compagnia è stata di proprietà di maggioranza di H.I.G. dal 2001 al 2016. Il 26 luglio 2016, H.I.G. Capital ha completato la vendita di Amerijet al nuovo CEO della private equity ZS Fund L.P. Vicken L. Karjian, entrato a far parte della società nel luglio 2016.
Nel luglio 2022, Maersk ha annunciato di aver raggiunto un accordo con Amerijet per operare tre dei suoi nuovi Boeing 767-300F. Maersk prenderà in consegna tre esemplari Boeing ed esternalizzerà le operazioni ad Amerijet, che li opererà per voli transpacifici. Gli aerei erano stati originariamente ordinati da Longhao Airlines, ma non sono mai stati ritirati.

## Flotta

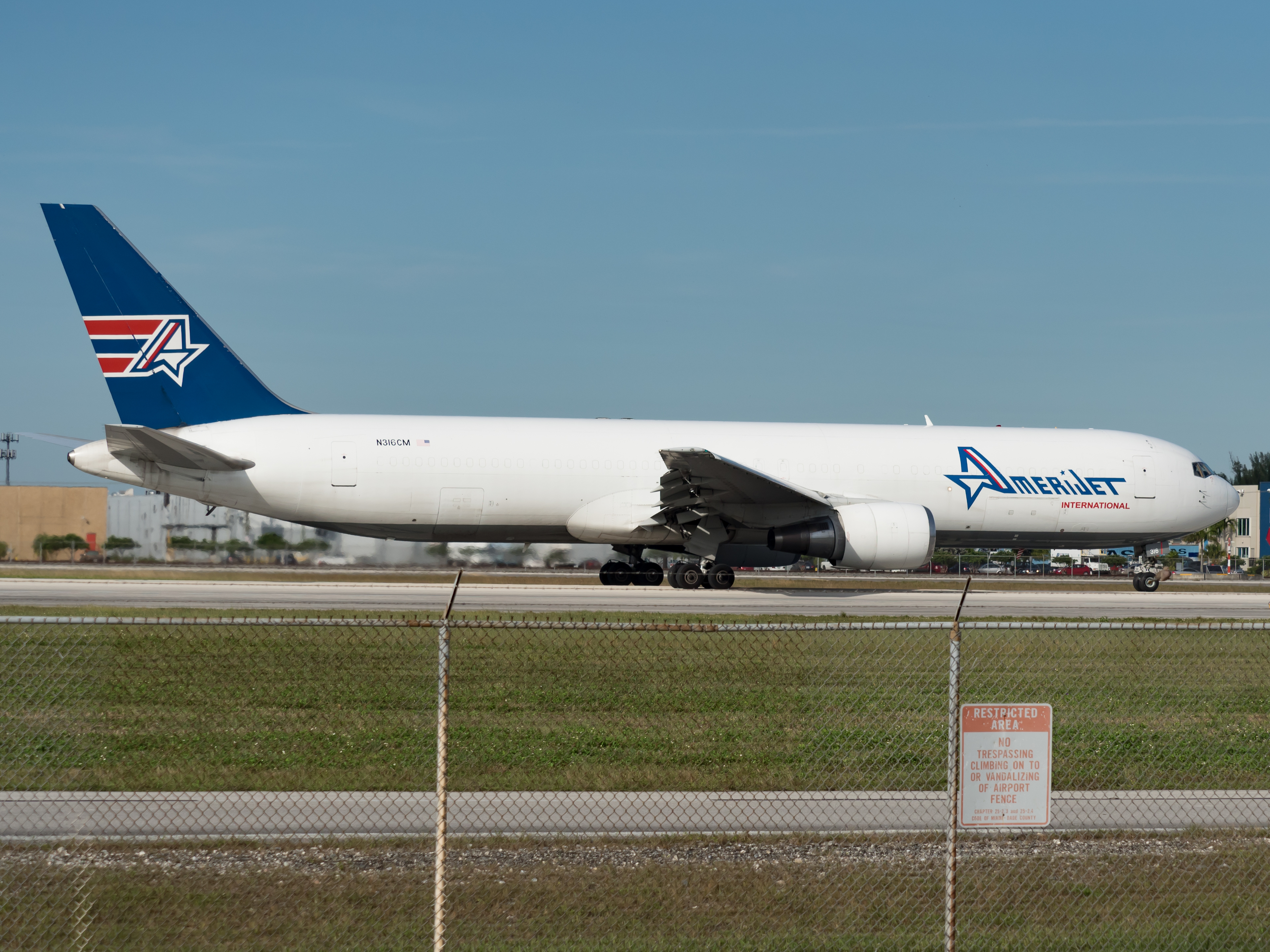
Un Boeing 767-300ER(BDSF) visto a Miami nel 2016.

### Flotta attuale
A gennaio 2024 la flotta di Amerijet International è così composta:

### Flotta storica
Amerijet International operava in precedenza con i seguenti aeromobili:
- 1 Boeing 727-100F
- 5 Boeing 727-200F
- 1 Cessna 206 Stationair
- 2 Cessna 401
- 3 Cessna 402
- 2 Dassault Falcon 20
- 1 Learjet 23